# Német női labdarúgó-bajnokság (másodosztály)
A női 2. Fußball-Bundesliga a másodosztálya a német női labdarúgásnak, melyben területi alapon felosztva kétszer 12 csapat vett részt a 2017–18-as szezonig. Jelenleg az élvonalbeli rendszert használják. A német bajnoki rendszerben a liga közvetlen a Bundesligát követő szinten helyezkedik el.

## Jelenlegi csapatok (2024/25)
| - SG Andernach - Bayern München II - Union Berlin (F) - VfL Bochum (F) - Borussia Mönchengladbach - Eintracht Frankfurt II - Freiburg II (F) | - FSV Gütersloh 2009 - Hamburger SV - Ingolstadt 04 - SV Meppen - 1. FC Nürnberg (K) - Sand - Weinberg |

| (F) | Feljutott a Regionalligaból (III.) az előző szezon végén   |
| (K) | Kiesett a Fußball-Bundesligaból (I.) az előző szezon végén |

## 2. Fußball-Bundesliga (női) bajnokok
| Szezon    | Bundesliga Nord           | Bundesliga Süd         |
| 2004/2005 | FFC Brauweiler Pulheim    | VfL Sindelfingen       |
| 2005/2006 | VfL Wolfsburg             | TSV Crailsheim         |
| 2006/2007 | SG Wattenscheid 09        | 1. FC Saarbrücken      |
| 2007/2008 | HSV Borussia Friedenstal  | FF USV Jena            |
| 2008/2009 | Tennis Borussia Berlin    | 1. FC Saarbrücken      |
| 2009/2010 | HSV Borussia Friedenstal  | Bayer 04 Leverkusen    |
| 2010/2011 | Hamburger SV II           | SC Freiburg            |
| 2011/2012 | 1. FFC Turbine Potsdam II | VfL Sindelfingen       |
| 2012/2013 | BV Cloppenburg            | TSG 1899 Hoffenheim    |
| 2013/2014 | 1. FFC Turbine Potsdam II | SC Sand                |
| 2014/2015 | 1. FC Lübars              | 1. FC Köln             |
| 2015/2016 | MSV Duisburg              | TSG 1899 Hoffenheim II |
| 2016/2017 | Werder Bremen             | TSG 1899 Hoffenheim II |
| 2017/2018 | Borussia Mönchengladbach  | TSG 1899 Hoffenheim II |

| Szezon    | Bajnok            | Ezüstérmes       |
| 2018/2019 | Bayern München II | VfL Wolfsburg II |
| 2019/2020 | Werder Bremen     | VfL Wolfsburg II |

| Szezon    | Bundesliga Nord | Bundesliga Süd |
| 2020/2021 | Carl Zeiss Jena | 1. FC Köln     |

| Szezon    | Bajnok          | Ezüstérmes      |
| 2021/2022 | SV Meppen       | MSV Duisburg    |
| 2022/2023 | RB Leipzig      | 1. FC Nürnberg  |
| 2023/2024 | Turbine Potsdam | Carl Zeiss Jena |

## Gólkirálynők

### Bundesliga Nord
- 2004/2005:  Anja Koser (FFC Brauweiler Pulheim) - 27 gól
- 2005/2006:  Martina Müller (VfL Wolfsburg) - 36 gól
- 2006/2007:  Jennifer Ninaus (SG Wattenscheid 09) - 19 gól
- 2007/2008:  Marie Pollmann (Herforder SV) - 21 gól
- 2008/2009:  Martina Fennen (SV Victoria Gersten) /  Kerstin Straka (Tennis Borussia Berlin) - 12 gól
- 2009/2010:  Kathrin Patzke (Hamburger SV II) - 25 gól
- 2010/2011:  Kathrin Patzke (Hamburger SV II) - 21 gól
- 2011/2012:  Agnieszka Winczo (BV Cloppenburg) - 24 gól
- 2012/2013:  Anna Laue (Herforder SV) - 22 gól
- 2013/2014:  Cindy König (Werder Bremen) - 16 gól
- 2014/2015:  Cindy König (Werder Bremen) - 19 gól
- 2015/2016:  Giustina Ronzetti (Herforder SV)  - 23 gól
- 2016/2017:  Agnieszka Winczo (BV Cloppenburg)  - 25 gól
- 2017/2018:  Sarah Grünheid (Arminia Bielefeld) /  Alina Witt (Henstedt-Ulzburg) - 16 gól
- 2020/2021:  Sarah Abu-Sabbah (Borussia Mönchengladbach) - 11 gól

### Bundesliga Süd
- 2004/2005:  Christina Arend (1. FC Saarbrücken) - 25 gól
- 2005/2006:  Nadine Keßler (1. FC Saarbrücken) - 24 gól
- 2006/2007:  Nadine Keßler (1. FC Saarbrücken) - 27 gól
- 2007/2008:  Sabrina Schmutzler (FF USV Jena) - 27 gól
- 2008/2009:  Jennifer Ninaus (SG Wattenscheid 09) - 20 gól
- 2009/2010:  Bilgin Defterli (1. FC Köln) - 22 gól
- 2010/2011:  Isabelle Meyer (SC Freiburg) - 17 gól
- 2011/2012:  Natalia Mann (VfL Sindelfingen) /  Claudia Nußelt (TSV Crailsheim) - 16 gól
- 2012/2013:  Julia Manger (ETSV Würzburg) - 24 gól
- 2013/2014:  Ilaria Mauro (SC Sand) - 22 gól
- 2014/2015:  Lise Munk (1. FC Köln) - 27 gól
- 2015/2016:  Nadja Pfeiffer (Borussia Mönchengladbach) - 16 gól
- 2016/2017:  Annika Eberhardt (TSG 1899 Hoffenheim II) - 18 gól
- 2017/2018:  Jana Beuschlein (TSG 1899 Hoffenheim II) /  Jacqueline de Backer (1. FC Saarbrücken) - 18 gól
- 2020/2021:  Vanessa Leimenstoll (TSG 1899 Hoffenheim II) - 14 gól

### Egy csoportos
- 2018/2019:  Julia Matuschewski (1. FC Saarbrücken) - 20 gól
- 2019/2020:  Laura Lindner (Turbine Potsdam II) - 16 gól
- 2021/2022:  Nastassja Lein (1. FC Nürnberg) /  Ramona Maier (Ingolstadt 04) - 25 gól
- 2022/2023:  Vanessa Fudalla (RB Leipzig) - 20 gól
- 2023/2024:  Larissa Mühlhaus (Hamburger SV) - 20 gól

## Külső hivatkozások
- A Német Labdarúgó Szövetség (DFB) női labdarúgással kapcsolatos részlege